# Jindřich VII. z Lichtenštejna
Jindřich VII. z Lichtenštejna zv. chromý (německy Heinrich VII. „der Lahme“ von Liechtenstein, * kolem roku 1440–1483) byl rakouský a moravský šlechtic z rodu Lichtenštejnů, pán na Mikulově a Valticích. Byl členem rakouské rady a dočasně královský místodržitel na Moravě.

## Život

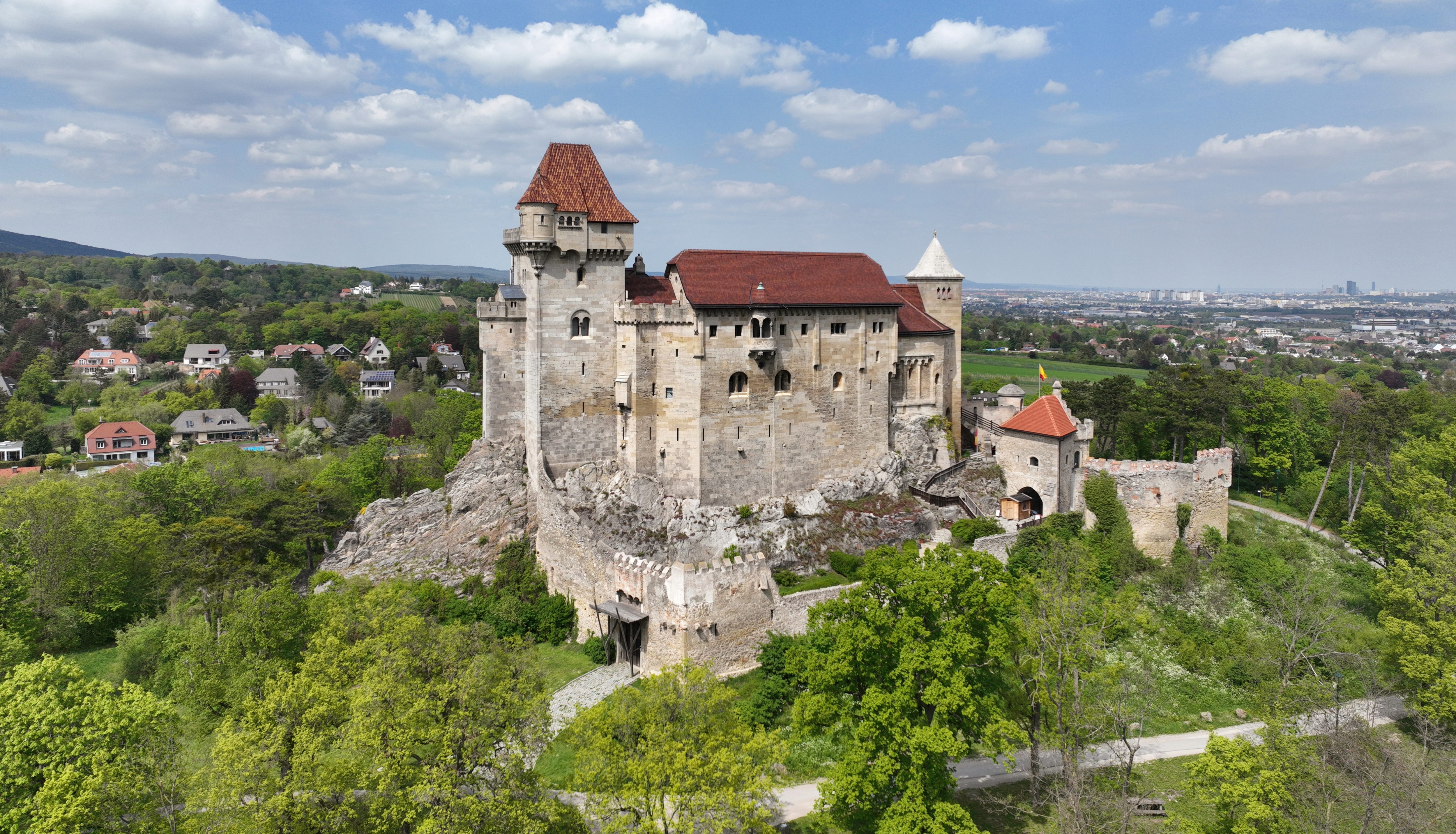
Hrad Liechtenstein, Dolní Rakousy

Narodil se jako druhý syn Jiřího IV. z Lichtenštejna († 1444) a jeho manželky Hedviky z Pottendorffu († 1449/1457), dcery Hartnýda z Pottendorffu († 1426), maršála Rakous a Anny z Puchheimu nebo Dorotey ze Starhembergu († 1419). Byl vnukem Jindřicha V. z Lichtenštejna († 1418) a Anny z Zelkingu († 1441/1448).
Jindřich měl 6 sourozenců, bratry:
- Hanuše (V.), který byl ženatý s Perchtou z Rožmberka, známou jako „Bílá paní“ (1425–2. května 1476)
- Jiřího († 1484)
- Kryštofa († 1506), který byl císařským rádcem a Jiřího z Lichtenštejna-Mikulova († 1484)
- sestry Barboru, Alžbětu a Markétu.

V roce 1449 je plnoletý Jindřich zmiňován společně se svým starším bratrem Hanušem. O tři roky později objevuje při dělení majetek mezi čtyři bratry jejich bratrance Viléma (prvorozeného syna jejich strýce Kryštofa II., † 1445), přičemž Hanuš a Jindřich zde zastupovali své mladší bratry.
Dle dohody o rozdělení, na které se dohodli hrabě Oldřich Celjský a Oldřich z Eyczingu, obdrželi panství Mistelbach, Hakenburg, Ravensburg, Renkenstein a další vsi v Dolních Rakousích a Valtice a Drnholec na Moravě.
V říjnu 1451 se Jindřich účastnil mailberského spolku dolnorakouských šlechticů pod vedením Oldřicha z Eyczingu za propuštění poručníka nezletilého Ladislava Pohrobka, jejž určil král Bedřich III.
V roce 1458 se Jindřich a jeho bratr Hanuš dostali do sporu s moravskými šlechtici, kteří zpustošili lichtenštejnská panství. Záhy poté stál Jindřich na straně arcivévody Albrechta VI. ve sporu s jeho bratrem císařem Bedřichem III. v boji o Rakouské vévodství. Císař následně ve své listině z 1. října 1459 Jindřicha a další šlechtice omilostnil.
V 70. letech 14. století se Jindřich znovu připojil ke šlechtickým kruhům proti Bedřichovi. V roce 1473 ho uherský král Jan Hunyadi jmenoval místodržitelem Moravy. Působil jako prostředník mezi Bedřichem III. a rakouskou aristokracií mezi českým králem Vladislavem Jagellonským a Matyášem Korvínem ve věci následníka českého trůnu. V roce 1479 byl soudcem v pohraničním konfliktu mezi Moravou a Rakouskem.
Jindřich VII. z Lichtenštejna zemřel v roce 1483.

### Manželství a potomstvo
Jindřich z Lichtenštejna-Valtic se 16. listopadu 1473 oženil s Anežkou ze Starhembergu (1461–1501), dcerou Jana IV. ze Starhembergu (1412–1474), hejtmana Rakouska nad Enží a Anežky z Hohenbergu (1416–1494). Manželé měli několik dětí:  
- Jiří VI. z Lichtenštejna-Steyereggu (1480 – 6. srpna 1548), císařský generál, ženatý 1518 s Magdalenou z Polheimu (1497–1522), dcerou svobodného pána Wolfganga IV. z Polheimu (1458 – 1512)
- Šebestián (* asi 1482 – asi 1483)
- Erasmus (1483–1524), ženatý od roku 1509 s Barborou ze St. Georgen a Poessingu (1488–1578)
- Alžběta z Lichtenštejna-Steyereggu (1483 – 21. 8. 1517), provdána 7. 3. 1508 za svobodného pána Wolfganga z Rogendorfu (29. ledna 1483 – srpen 1540, v bitvě u Budína), syna Kašpara z Rogendorfu († 1506) a Markéty z Wildhausu.